# Guioa grandifoliola
Espèce
Statut de conservation UICN

 CR B1+2c : 
En danger critique
Guioa grandifoliola est une espèce de plantes de la famille des Sapindaceae. La plante est endémique de Papouasie Nouvelle-Guinée.

## Publication originale
- Blumea 33: 412. 1988.